# 中大槐树街道
中大槐树街道，是中华人民共和国山東省济南市槐荫区下辖的一个乡镇级行政单位。

## 行政区划
中大槐树街道下辖以下地区：
裕华里社区、裕园社区、忠厚街社区、昆仑街社区和裕北社区。